# 冯金茂
冯金茂，男，無錫人，中华人民共和国政治丶軍事人物，少將軍階丶中共黨員丶第八屆全國人大代表，中國人民解放軍陸軍第一集團軍軍長丶中共十五大代表。
曾仼江西省委常委、省军区司令员。2015年7月，中共江西省委党史研究室主仼王晓春、副巡视员史爱国一行拜访馮氏。